# Tomé Perdigão
Tomé Perdigão (ur. 3 maja 1992) – portugalski wioślarz.

## Osiągnięcia
- Mistrzostwa Świata Juniorów – Brive-la-Gaillarde 2009 – czwórka podwójna – 24. miejsce[1].
- Mistrzostwa Świata Juniorów – Račice 2010 – jedynka – 7. miejsce[1].
- Mistrzostwa Europy – Montemor-o-Velho 2010 – czwórka podwójna – 11. miejsce[1].